# Camille Cousteau
Pour les articles homonymes, voir Cousteau.
Camille Cousteau (1842-1912) a été le premier maire socialiste de Bordeaux de 1896 à 1900. 

## Biographie
Le père de Camille Cousteau, David est conseiller municipal de Bordeaux de 1868 à 1878, et soutient la candidature à la députation de Louis Mie, membre fondateur de la Libre-pensée. 
Camille Cousteau est un leader de la jeunesse républicaine, partisan de Gambetta, et inspiré par les idées de Jules Guesde. Il s'engage pour combattre durant la guerre de 1870 comme sous-lieutenant.  Il est élu au conseil municipal de Bordeaux en 1888 et est adjoint au maire en mai 1889. À la suite d'un blâme que lui inflige la majorité municipale « opportuniste », il démissionne. Il est réélu aux municipales de 1892. Il est Conseiller général de la Gironde de 1892 à 1895.
Camille Cousteau préside le 29 avril 1893 un meeting auquel participe Jean Jaures. Lors des élections municipales de 1896, les guesdistes et les socialistes révolutionnaires présentent des listes distinctes. À l’issue du premier tour, les républicains modérés de la liste opportuniste arrive devant avec 12 840 voix. Mais arithmétiquement les républicains modérés peuvent être battus. Les radicaux avec 9 100 voix recherchent des alliés auprès des royalistes (5 970 voix), du Parti Ouvrier (1 200 voix) et des socialistes révolutionnaires. À la veille du second tour une « Alliance anti-opportuniste » se constitue alors avec 18 radicaux, 10 royalistes et 8 socialistes dont 6 guésdistes du Parti ouvrier français et deux allemanistes. C'est le « pacte de Bordeaux » condamné par Jean Jaures et Georges Clemenceau. Cette alliance électorale hors norme permettra à Camille Cousteau (guesdiste), le mieux élu de la liste, de devenir le premier maire socialiste de Bordeaux le 17 mai 1896
. 
Avec Camille Cousteau, huit élus socialistes sont élus au conseil municipal de Bordeaux dont Calixte Camelle futur député et les socialistes, Amédée Saint-Germain (cheminot) — dont la rue Amédée-Saint-Germain perpétue le souvenir —, Maillard (chaudronnier), Roux (ébéniste)… Le «  pacte de Bordeaux » prévoit en particulier que les autorités municipales livreront des aides matérielles et des fournitures scolaires aux enfants des familles les plus pauvres dans toutes les écoles confessionnelles ou laïques et modifiera le règlement de la bourse du travail pour aider les syndicats. 
En 1897 une déclaration municipale est adoptée pour substituer la traction électrique à la traction animale. En 1898 la compagnie Française des Tramways Electriques et Omnibus de Bordeaux (TEOB) est créée. Camille Cousteau inaugurera en février 1900 la première ligne de tramway électrique de Bordeaux.
Cette alliance ne survivra pas à l’affaire Dreyfus et à la division entre jauressiens et guesdistes. Lors des élections municipales de mai 1900, la « liste ouvrière et socialiste » de Camille Cousteau s'oppose à la « liste de concentration républicaine » de Calixte Camelle. Camille Cousteau obtient le plus de voix mais il est battu et remplacé à la tête de la municipalité de Bordeaux, le 20 mai 1900, par Paul Louis Lande, élu de la liste de Calixte Camelle. Cette opposition réitérée aux élections municipales de 1904, permet le retour d'Alfred Daney sur le siège de maire de Bordeaux.
Camille Cousteau meurt à son domicile bordelais le 29 janvier 1912.
Son fils René Cousteau (1894-1914) est un des premiers Bordelais à perdre la vie pendant la Première Guerre mondiale.

## Mémoire

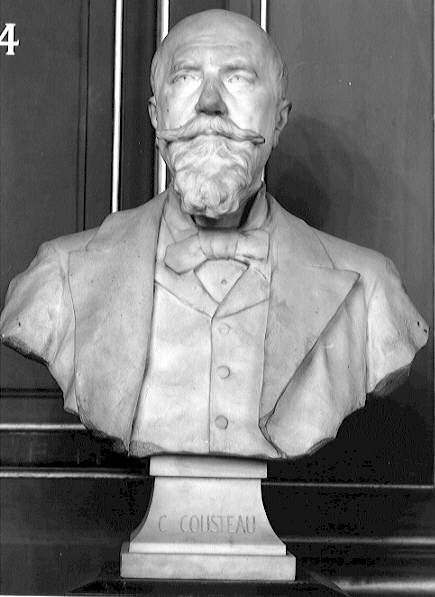
Buste de Camille Cousteau

- Un buste de Camille Cousteau a été réalisé en 1898 par Gaston Veuvenot Leroux. Le buste est exposé au musée des beaux-arts de Bordeaux[9].